# Dioptis pandates
Dioptis pandates är en fjärilsart som beskrevs av Druce 1893. Dioptis pandates ingår i släktet Dioptis och familjen tandspinnare. Inga underarter finns listade i Catalogue of Life.